# Soma (stad in Japan)
Soma (Japans: 相馬市, Sōma-shi) is een havenstad in de prefectuur Fukushima op het eiland Honshu, Japan. Deze stad heeft een oppervlakte van 197,67 km² en telt begin 2008 ruim 38.000 inwoners.

## Geschiedenis
Soma werd een stad (shi) op 31 maart 1954 na samenvoeging van de gemeente Nakamura (中村町, Nakamura-machi) met nog zes dorpen.

## Verkeer
Soma ligt aan de Joban-hoofdlijn van de East Japan Railway Company. Soma ligt verder aan de Joban-autosnelweg en aan de autowegen 6, 113 en 115.

## Aangrenzende steden
- Minamisoma
- Date